# Redmond (Utah)
Redmond je město v okresu Sevier County ve státě Utah. K roku 2000 zde žilo 788 obyvatel. S celkovou rozlohou 2,6 km² byla hustota zalidnění 313,7 obyvatel na km².